# Parougia eliasoni
Parougia eliasoni är en ringmaskart som först beskrevs av Oug 1978.  Parougia eliasoni ingår i släktet Parougia och familjen Dorvilleidae. Arten är reproducerande i Sverige. Inga underarter finns listade i Catalogue of Life.